# 高松市立龍雲中学校
高松市立龍雲中学校（たかまつしりつ りゅううんちゅうがっこう）は、香川県高松市出作町にある市立中学校。

## 概要
高松市中部の郊外地域に位置する中学校である。校名は高松藩の初代藩主松平頼重の法号「龍雲院殿雄蓮社大誉孤峯源英大居士」にちなんで命名された。
2013年度から3学期制が導入されている。
生徒数は香川県内で最も多い。

## 学校データ
- 生徒数：1092人（2024年度[2]）

学校施設（2010年5月1日時点）
- 普通教室：18教室
- 特別教室：14教室
- 校舎面積：5379m2
- 体育館面積：1072m2

服装規定
- 制服：あり（通年必用）
- 防寒着：着用可能[3]

## 歴史
1961年（昭和36年）4月1日、市立三渓中学校、市立仏生山中学校、市立多肥中学校を統合し開校した。この3中学校は5年前の1956年（昭和31年）9月30日に高松市に合併した旧三谷村、旧仏生山町、旧多肥村の旧町村立中学校で、3町村の高松市への合併を機に統合が検討された。

### 年表
- 1961年（昭和36年）4月1日 - 開校。
- 2004年（平成16年）4月1日 - 高松市立小中学校全校で3学期制を廃して2学期制を導入。

### 全校生徒数の推移
龍雲中学校の生徒数は2006年度までは年々減少していたが、2007年度からは増加傾向にある。
- 1999年度：667人
- 2000年度：648人（-19人）
- 2001年度：642人（-6人）
- 2002年度：610人（-32人）
- 2003年度：579人（-31人）
- 2004年度：546人（-33人）
- 2005年度：524人（-22人）
- 2006年度：504人（-20人）
- 2007年度：537人（+33人）
- 2008年度：557人（+20人）
- 2009年度：622人（+65人）
- 2010年度：618人（-4人）
- 2011年度：679人（+61人）
- 2022年度 : 1098人
- 2024年度 : 1092人

## 教育目標
心豊かで たくましく生きる生徒の育成
生徒像
- 正しく判断し 主体的に行動できる生徒
- 自ら学ぶ意欲と実践力をもつ生徒
- 自然を愛し 生命と人権を大切にする生徒

## 通学区域
通学区域は高松市三谷地区、仏生山地区及び多肥地区の全域並びに林地区の一部。
- 高松市
  - 三谷町
  - 仏生山町
  - 多肥下町
  - 多肥上町
  - 出作町
  - 上林町（776番地～860番地、953番地～991番地）

## 進学前小学校
- 高松市立三渓小学校
- 高松市立仏生山小学校
- 高松市立多肥小学校

## 校区内の主な施設
- 国道193号（空港通り）
- ことでん琴平線仏生山駅
- 香川県高松南警察署
- 香川県警察機動隊
- 高松市南消防署
- 香川県高松土木事務所
- 香川県農業試験場
- 東讃土地改良事務所
- 仏生山公園
  - 高松市立仏生山公園体育館
  - 高松市立仏生山公園温水プール
- 法然寺
- パワーシティレインボー店
- ケーズデンキ高松本店
- マルヨシセンター太田店
- マルナカ仏生山店

## 交通
- ことでん琴平線仏生山駅より徒歩9分（0.8km）